# Adelowalkeria tristygma
Adelowalkeria tristygma is een vlinder uit de familie nachtpauwogen (Saturniidae), onderfamilie Ceratocampinae.
De wetenschappelijke naam van de soort is voor het eerst geldig gepubliceerd door Boisduval in 1872.